# آخرین سواری
آخرین سواری (به انگلیسی: The Last Ride) یک فیلم جنایی، درام و عاشقانه آمریکایی محصول سال ۱۹۹۴ به کارگردانی مایکل کاربلنیکوف با بازی و فیلم‌نامه‌نویسی میکی رورک است. داستان فیلم در مورد فرانک تی ولز، یک کلاهبردار اسب سواری است او با زنی که یک سارق بانک در حال فرار است آشنا می‌شود و …

## تولید
فیلمبرداری اصلی در ۹ اوت ۱۹۹۳ در بووزمن، مونتانا آغاز شد. و در ۲۵ دسامبر ۱۹۹۳ به اتمام رسید.